# Cedrick Mugisha
Cedrick Mugisha  (Kigali, Ruanda, 14 de mayo de 1997) es un futbolista y actor ruandés. Actúa como delantero en el Rayo Vallecano "C".

## Biografía
Comenzó su carrera como futbolista en Ruanda, hasta que el Club Deportivo Leganés de España lo incorporó a su equipo juvenil en 2017. En 2020 fichó por el SC Znovmo, club de la MSFL, 3.º nivel de la República Checa, En enero de 2021 volvió a Madrid para formar parte del Rayo Vallecano "C", con el cual consiguió el ascenso a 2.ª regional.
Al mismo tiempo que practicaba el fútbol inició una carrera como modelo y actor, apareciendo en la película Dolor y Gloria de Pedro Almodóvar en 2019. Se dio a conocer internacionalmente gracias a la serie Smiley, producida por Netflix, en la que actúa también el actor catalán Pep Munné, exjugador del Rayo Vallecano.

## Filmografía
- 2019: Dolor y Gloria, de Pedro Almodóvar
- 2022: Smiley, de Guillem Clua